# Jesper Knudsen
Jesper Knudsen (født 1964) er en dansk billedkunstner. Hans stil minder om street art. Han maler sine billeder over igen og igen og vender dem flere gange undervejs. Ansigter, masker, dyr, legemsdele, fabeldyr og blomsterlignende figurer overlapper hinanden. De er udført som kantede og voldsomme stregtegninger, som af og til blot er kradset op med en spids genstand på det bemalede lærred.
Mediet er som regel oliemaling på lærred, men Jesper Knudsen har også lavet papirbilleder, tegninger, litografier og serigrafiske computerprint.

## Eksterne links
- Jesper Knudsens hjemmeside